# Klaus Schwab
Klaus Martin Schwab (Ravensburg, 1938. március 30. –) német mérnök és közgazdász, a Világgazdasági Fórum alapító elnöke (1971−2025).

## Élete és pályafutása
Klaus Schwab Ravensburgban született 1938-ban, svájci szülők gyermekeként. Édesapja, Eugen Schwab a Escher Wyss & Cie. cég vezetője volt, ahol a háború idején kényszermunkásokat is dolgoztattak. A családot a második világháború idején szigorú megfigyelés alatt tartotta a Gestapo, édesanyját 1944-ben kihallgatták, amiért nyilvánosan svájci akcentussal beszélt. Az eset után Svájcba települtek vissza. A háború végeztével a család visszaköltözött Németországba. Apja ellen vizsgálatot indítottak annak kiderítése érdekében, hogy haszonélvezője volt-e a nemzetiszocialista rendszernek, végül felmentették. Klaus Schwab a ravensburgi gimnáziumba járt. 1957-ben érettségizett. 1961-ben gépészmérnöki diplomát szerzett a zürichi Szövetségi Műszaki Főiskolán. Emellett közgazdasági doktori címet szerzett a Fribourgi Egyetemen, majd később a massachusettsi Harvard Egyetemen folytatta tanulmányait.
Schwab 1972-től 2003-ig a Genfi Egyetem üzletpolitikai professzora volt, jelenleg annak tiszteletbeli professzora. 1979 óta ő adja ki a Globális Versenyképességi Jelentést, amely a világ országainak termelékenységnövelési és gazdasági növekedési lehetőségeit értékeli. A jelentés az általa kifejlesztett módszertanon alapul, amely a versenyképességet nemcsak a termelékenység szempontjából, hanem fenntarthatósági kritériumok alapján is értékeli. Pályafutása alatt számos vállalat igazgatótanácsában tevékenykedett, például a Swatch Group, a The Daily Mail Group és a Vontobel Holding igazgatótanácsában. Korábban tagja volt a Bilderberg-csoport igazgatótanácsának.

## Világgazdasági Fórum
Schwab 1971-ben alapította meg az Európai Menedzsment Fórumot, melyet később Világgazdasági Fórumra neveztek át. Ugyanebben az évben kiadta a vállalatvezetésről szóló könyvét is. A svájci kormány 2015-ben hivatalosan is nemzetközi civil szervezetként ismerte el a Világgazdasági Fórumot. Schwab José María Figuerest nevezte ki a Világgazdasági Fórum vezérigazgatójává, azzal a szándékkal, hogy később ő legyen az utódja. 2004 októberében azonban egy súlyos korrupciós botrányban való érintettsége miatt Figueres lemondott.
2025. április 21-én, néhány héttel 87. születésnapja után lemondott a Világgazdasági Fórum elnökségéről, korán kívül más okot nem adott.
A Világgazdasági Fórum 2025 áprilisában megerősítette, hogy vizsgálatot indított Schwab ellen egy bejelentő levél alapján, amely állítólag a lemondását eredményezte. A bejelentő levél – amelyet állítólag jelenlegi és korábbi alkalmazottak küldtek – Schwabot pénzügyi visszaéléssel vádolja, beleértve a Világgazdasági Fórum alapjainak helytelen felhasználását és az alkalmazottakkal való nem megfelelő bánásmódot.

## Elismerések és kitüntetések
Schwab több tiszteletbeli doktori címet kapott többek között a London School of Economics, a Szingapúri Nemzeti Egyetem és a Koreai Felsőfokú Tudományos és Technológiai Intézet intézményeitől.
Egyéb elismerések mellett Schwabot kitüntették a Francia Köztársaság Becsületrendjével, a Német Nemzeti Rend Nagykeresztjével, a japán Felkelő Nap érdemrendjével, megkapta a Dan David-díjat, II. Erzsébet királynő pedig lovaggá ütötte.

## Magánélete
1971 óta házas, felesége korábbi asszisztense, Hilde Schwab. Két gyermekük született. A házaspár jelenleg a svájci Colognyban él.

## Fordítás
Ez a szócikk részben vagy egészben  a   Klaus Schwab című angol Wikipédia-szócikk ezen változatának fordításán alapul.  Az eredeti cikk szerkesztőit annak laptörténete sorolja fel. Ez a jelzés csupán a megfogalmazás eredetét és a szerzői jogokat jelzi, nem szolgál a cikkben szereplő információk forrásmegjelöléseként.